# Castano Primo
Castano Primo is een gemeente in de Italiaanse metropolitane stad Milaan (regio Lombardije) en telt 10.359 inwoners (31-12-2004). De oppervlakte bedraagt 19,1 km², de bevolkingsdichtheid is 528 inwoners per km².

## Demografie
Castano Primo telt ongeveer 4188 huishoudens. Het aantal inwoners steeg in de periode 1991-2001 met 4,9% volgens cijfers uit de tienjaarlijkse volkstellingen van ISTAT.
| Jaar | Inwoneraantal |
| ---- | ------------- |
| 1991 | 9482          |
| 2001 | 9951          |

## Geografie
De gemeente ligt op ongeveer 187 m boven zeeniveau.
Castano Primo grenst aan de volgende gemeenten: Lonate Pozzolo (VA), Vanzaghello, Magnago, Nosate, Buscate, Cameri (NO), Turbigo, Robecchetto con Induno, Cuggiono.

## Geboren in Castano Primo
- Enrico Acerbi (1785-1827), arts